# Mahatalaky
Mahatalaky is een plaats en commune in het zuiden van Madagaskar, behorend tot het district Tôlanaro, dat gelegen is in de regio Anosy. Tijdens een volkstelling in 2001 telde de plaats ongeveer 25.000 inwoners.
De plaats biedt lager onderwijs en voortgezet onderwijs aan. 40 % is landbouwer en 20% houdt zich bezig met veeteelt. Met name wordt er bananen verbouwd. Ook wordt er koffie, cassave en rijst verbouwd. 5% van de bevolking is werkzaam in de dienstensector en ten slotte houdt 35% van de bevolking zich in leven met de visserij.